# Josep Maria Barenys i Cavallé

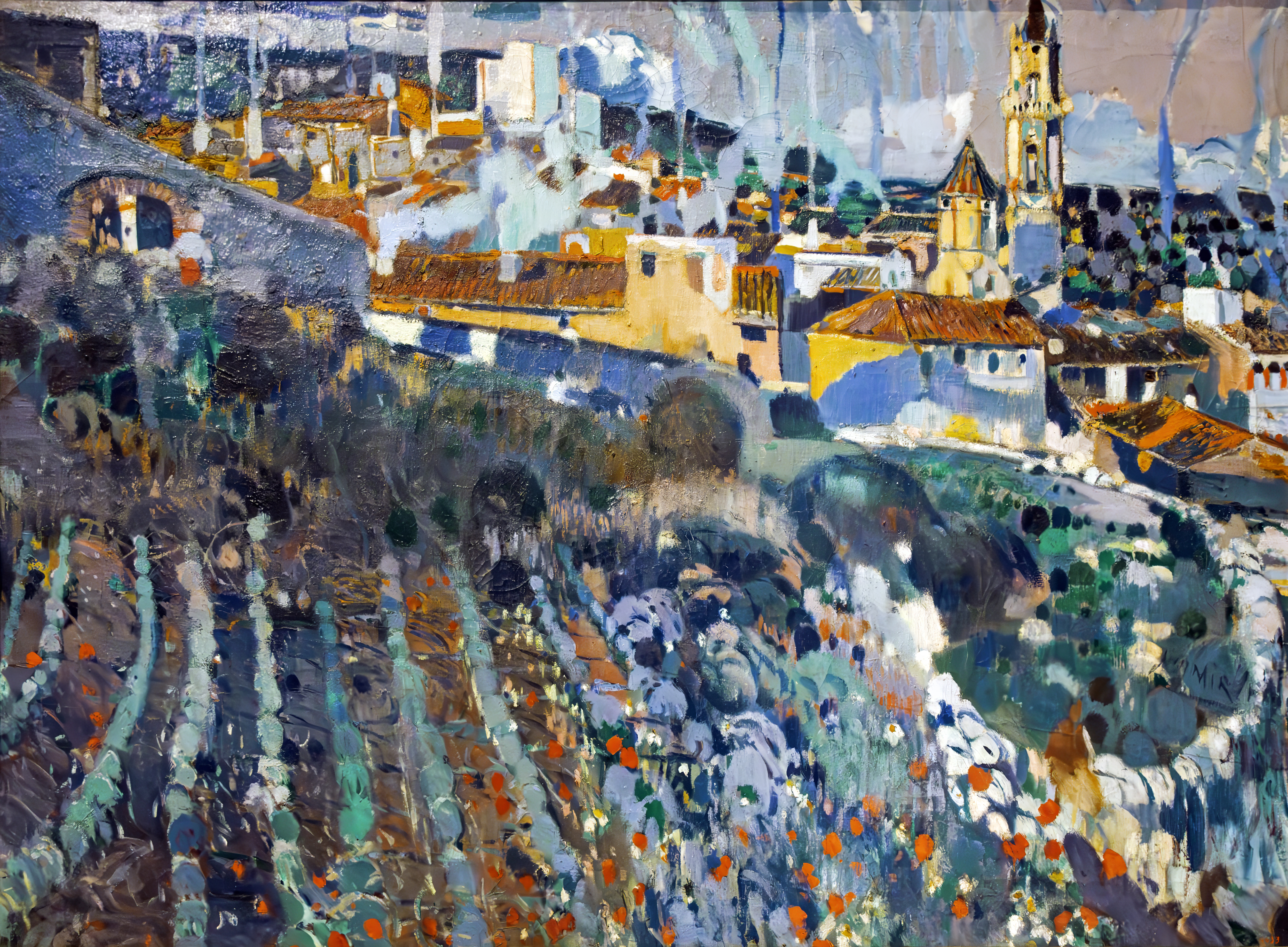
Poble Escalonat: Quadre de Joaquim Mir on s'aprecia la Torratxa de Cal Barenys

Josep M. Barenys i Cavallé (Maspujols, 12 de setembre de 1819 - 4 de setembre de 1893) fou un propietari important de Maspujols i general de l'exèrcit carlí a Tarragona a les ordres del pretendent Carles VII, actiu durant la Primera i Tercera guerres carlines.
Barenys va néixer el 12 de setembre de 1819, al casal de cal Barenys, a Maspujols. Els seus pares eren Pere Barenys Giné (1793-1877), pagès de Maspujols i Josepa Cavallé i Ferrando (1792-1861), de Poboleda. Com manava la tradició antiga, fou batejat el mateix dia que va néixer pel vicari de la parròquia, Tomàs Pedrol, amb els noms de Josep, Joan Baptista i Tomàs.
La família Barenys eren de tradició carlina, així ho demostren alguns dels documents que es conserven, no tan sols a la casa pairal, sinó també en les referències bibliogràfiques que s'han fet de Maties de Vall i de Cercós, capitostos carlins de la comarca. De la família cal destacar diversos membres: un és Pere Barenys, el pare de Josep M., que va formar part del grup de voluntaris de la guerra dels Malcontents, al costat de Maties de Vall, i també tres oncles seus. Josep Maria formava part, per tant, d'una família abocada a la defensa dels seus béns i ideals. Altres famílies del poble també compartien aquestes idees tradicionalistes: per exemple. Josep Anton de Grau, de cal Pujol o Josep Llauradó, de ca la Torre.
Pere Barenys va ser un home prolífic, valent i decidit a lluitar per la causa. Va casar-se i va tenir dotze fills —segons diu un membre de la família—, que van anar a viure a diferents indrets, però alguns dels quals es van quedar al poble, on encara podem trobar descendents, fora de la casa pairal, que conserven el cognom.
El seu hereu, Josep M. Barenys poc va poder gaudir del caliu familiar, ja que les seves campanyes militars l'obligaven a ser molt de temps fora. Es va casar amb Josepa Anguera Ferré 11 de Maig de 1848 en l'ofertori de Missa Major a l'Església de Sant Miquel Arcàngel de la vila de l'Espluga de Francolí. Només va tenir una filla que el sobrevisqués, anomenada Concepció, que es casa als 24 anys, el 27 de juliol de 1876 amb Francisco March i Estrada de La Pobla de Mafumet. Fou llavors quan es perdé el cognom Barenys i s'adoptà el de March, cognom del marit i actual cognom de la família, tot i que ha continuat fins a l'actualitat el renom Barenys de la casa pairal.
Per poder fer la guerra, Pere Barenys avançà molts diners. Prova d'això són els rebuts que es conserven, on el pretendent Don Carles promet reemborsar amb escreix les quantitats rebudes un cop s'hagi guanyat la guerra. Aquesta causa es perdé i Pere Barenys va haver de córrer a salvar algunes de les seves propietats empenyorades i pagar censals per recuperar la hisenda. Sembla que el mateix ajuntament de Maspujols avançà diners i material a Pere Barenys, així consta en una nota, que es pot datar entre 1840 i 1854, encara que no queda clar amb quina finalitat. Es conserva també, a l'arxiu de la família un document curiós: és una mena de diari personal que Josep M. Barenys va escriure, en castellà, que comença quan el seu pare el pren a lluitar:
"A los 15 anos salí de mi casa para empunar las armas a favor de nuestro muy amado Rey Don Carlos V y nuestra Sacrosanta Religión"
En aquest diari explica les campanyes que fa en aquests anys al costat del seu pare. El primer aixecament de la partida carlina comandada per Maties de Vall, de Les Borges del Camp, es produeix el 8 de juliol de 1835 i es mouen per diversos punts de Catalunya. El dia 16 d'agost és nomenat sotstinent pel general Maties de Vall. El 12 d'octubre, s'encarrega de la factoria de la província de Tarragona. També el seu pare és nomenat comissari de guerra, càrrec que ell mateix exerceix set mesos, moment en què decideix tornar a la 6a companyia del batalló número 13 de Tiradores de Tarragona, a la qual va pertànyer fins al primer exili a França.
El 10 de març de 1837 és nomenat tinent general per part del comte d'Espanya. El 28 de juny ascendeix al grau de capità i queda encarregat de la 3a companyia. El 12 de gener de 1840 el general Sagarra l'ascendeix a capità, però sense donar-li el reial despatx que el confirmava en el càrrec. El 16 de juliol de 1840 torna a França perquè no es vol acollir al conveni de Bergara i sembla que el reial despatx està en mans del general Masgoret i Barenys no el pot recollir, ja que és fora, però el mateix rei pretendent Don Carles ascendeix a totes les classes un grau.
Després hi ha un salt en el temps de 28 anys, fins a l'any 1868:
"I Hecha la revolución de setiembre de 1868, mi Sehor Padre me mandó a I 8 de octubre a Tarragona a fin de tener una entrevista con los companeros de armas de la guerra llamada de los Siete Anos."
La idea era tornar a reclutar partides per defensar de nou aquells ideals pels quals havien estat lluitant anys abans. Així, doncs, com a comissionat s'encarregà de reclutar gent i armes. Comprà també material: 64 armes, una càrrega de municions i altres elements de guerra.
S'arriba, amb tot això, a la Tercera (i darrera) Guerra Carlina. El mes d'abril es rep l'odre d'aixecament de les partides en nom del rei Carles VII, net de Carles V. El seu pare l'envia a veure el general De Vall per tal de complir amb l'ordre del seu rei. Així, el dia 5 de maig de 1872, amb la gent del poble que els seguien, arriben, de nit, a l'Aleixar i el dia 6 fan el mateix per arribar a Vilaplana, on s'ajunten 123 voluntaris. A l'arxiu de cal Barenys es conserva la relació de membres de la partida: Josep M. Barenys, Josep Pàmies, Josep Llauradó (Torre), Francisco Pàmies, Javier Grau, Joan Mas, Antonio Anglès, Joan Miravall, Joan Miravall i Borràs, Josep Barenys Noi, Josep Antonio Rebascall, Francisco Llauradó (Magre), Josep Llauradó Gebellí, Francisco Llauradó (Torre), Pere Llauradó (Munell), Pere Llauradó (fill), Sebastià Llauradó, Bonaventura Llauradó, Josep Gras, Carlos Barenys, Josep Pàmies, Francisco Bonet, Francisco Borràs, Josep Geballí Bayona, Josep Miravall, Francisco Gras, Francisco Salvat, Tomàs Barenys, Josep Llauradó, Francisco Anglès, Francisco Mas, Francisco Mas (fill), Josep Llauradó (Quiteri) i Antonio Llauradó.
El primer enfrontament de la partida carlina amb l'exèrcit Iliberal va tenir lloc la matinada del 7 de maig, a la Riera de Maspujols; hi participaren uns dos-cents voluntaris carlins.
Durant aquests primers dies de guerra, la relació del diari de Barenys és molt exhaustiva, quasi dia a dia ens explica els esdeveniments que ell considera interessants:
- 9 de maig. Josep M. Barenys s'uneix amb el general De Vall.
- 10 de maig. Mor Joan Mas, en haver-se disparat una arma per equivocació.
- 14 de maig. El general De Vall l'envia a reunir partides a Valls i Montblanc.
- 4 de juny. Reben Domènec Sans, Comandant General de la província de Tarragona, que els havia de subministrar recursos. Com que aquest no ho pot fer, el mateix Barenys n'ha de bestreure dels seus propis béns per poder pagar i mantenir la partida, com ja havia fet el seu pare.[1]

A l'arxiu de la familia encara es conserven uns avals que satisfeia com a contribució a la causa carlina:
Como tesorero interno del Exmo Sr. Don Rafael Tristany, he recibido de D. José Ma Barenys la suma de quinientos reales de vellón que ha dejado para el suministro de las tropas reales. Prats del Rev, 10 de julio de 1872. José Ma. Caulla.
- 5 de juny. Porten a terme una acció a prop de Maumell, amb presoners de guerra i morts per part dels enemics.
- 10 de juny. Arriben a la Granadella i prenen el poble, però s'han de batre en retirada perquè arriba la columna liberal.
- 11 de juny. Al Masroig. Quatre hores de foc.
- 15 de juny. Reben com a cap Joan Francesch.
- 29 de juny. Foc a Tivissa, en retirada.
- 30 de juny. Un dels enfrontaments més recordats succeí un diumenge al matí a Reus, quan una columna carlista, capitanejada pel general Joan Francesc i Serret, acompanyat pels seus dos lloctinents, Barenys, de Maspujols, i Bové, de Falset, entrava per la carretera de Salou. Era un grup de 800 homes armats, procedents de l'Hospitalet de l'Infant, on van requisar un tren de la companyia del ferrocarril que feia la ruta de València-Barcelona. En entrar a Reus per la plaça d'Hèrcules, es van dividir en dos grups. El primer es va dirigir a la plaça dels Quarters de Cavalleria pel carrer del Carme i dels Recs, per arribar a l'actual plaça de la Llibertat. L'altre, comandat pel mateix general, es dirigia a la plaça Mercadal, on hi havia l'Ajuntament. Arribat al Mercadal, el general Francesch pujà a l'Ajuntament per entrevistar-se amb l'alcalde Felip Font i Trullàs, amb el propòsit d'aconseguir diners. La resposta va ser que per ser diumenge, festiu, la caixa municipal estava buida. El general va indicar que no era problema, que fes una crida i reunís als millors contribuents per recaptar els diners. La idea de l'alcalde era guanyar temps perquè poguessin agrupar-se les tropes del Quarter i que la població civil pogués superar els tràgics moments de sorpresa i pànic. També esperava l'ajut provincial que havia demanat.[4]

Reunits al despatx, se senten diversos trets i l'alcalde creu que eren els ajuts esperats. El general surt precipitadament, munta a cavall per donar ordres als seus soldats per evitar una jornada luctuosa per Reus, ja que només vol diners per poder fer front a les despeses que suposa l'oposició governamental. En arribar a la plaça dels Quarters (avui plaça de la Llibertat), ordena "alto el fuego" i al mateix moment és ferit de mort. A l'avalot hi ha més morts, d'entre els quals Francesc Mas i Barenys de Maspujols (24 anys) i el mateix comandant de la guarnició de la plaça, Don Manuel de Soria, cau ferit.
És llavors quan es diu que Barenys pren el comandament de les forces carlines i enfila el carrer del Carme dalt un cavall negre i portava al cap una boina blanca amb borla daurada.
- 5 de juliol. Es reuneix amb el general Tristany.
- 9 de juliol. Tenen una acció amb el general Tristany a la Llacuna.
- 10 de juliol. Són a Selma.
- 12 de juliol. És enviat a buscar reforços.
- 20 de juliol. Torna amb Tristany.
- 26 de juliol. S'enfronten a una columna de guàrdies civils a la Garriga.
- 28 de juliol. Torna al seu districte sense recursos, per això llicencia les tropes per vuit dies

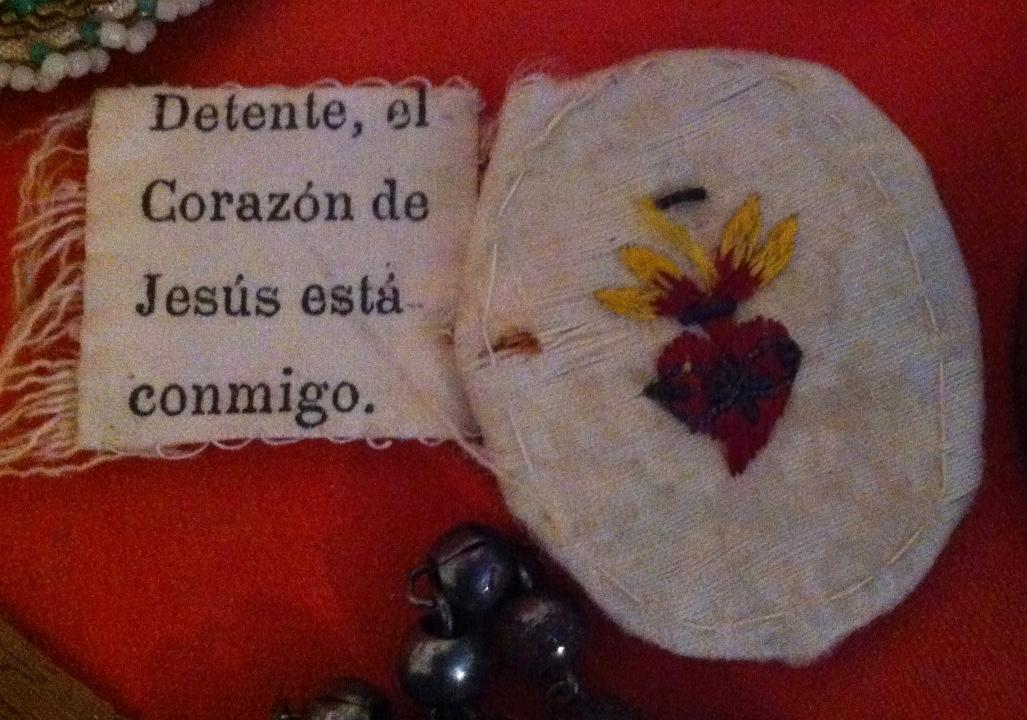
Escapulari carlí, conservat a l'Aleixar, Cal Fernando. Ho portaven cosit a la samarreta, a l'alçada del cor, prèviament beneït pel capellà. Popularment conegut com a: DETENTE BALA

Aquí acaba aquesta relació de mà del propi Barenys. La resta d'esdeveniments es troben en notícies de l'època i en la bibliografia. No hi ha una informació tan acurada dels seus moviments però si de la insurrecció carlina a la zona; sabem que el dia 24 de desembre de 1872 les partides de Valls, Basquetas i Barenys, van a Missa del Gall a Almoster i després van cap a Castellvell i Maspujols, on la partida va decidir celebrar el Nadal. Segons el «Diario de Reus», la majoria de la població els va preparar una rebuda pròpia d'herois, amb un suculent banquet, acompanyat de dues portadores de vi. Va ser tanta l'alegria de la població que els carlins no van tenir necessitat de preocupar-se pel seu allotjament, ja que la gent se'ls emportava a les seves cases.
Per aquell temps, les partides carlines van pernoctar diverses vegades al poble, i els dies 30 de maig i 5 de juny del 1873 hi hagué tirotejos amb la tropa. Aquestes partides, encapçalades pel capellà de Flix, es van concentrar al poble per a celebrar la festa de la Mare de Déu d'Agost.
A finals d'aquell mateix any, Barenys i els seus homes es dirigien a Maspujols per a passar les festes amb les seves famílies quan van tenir una escaramussa, no gaire sagnant, a la Riera, amb la tropa.
Durant els mesos següents, la insurrecció carlina es va intensificar i tot sovint les partides entraren al poble. El dia 20 d'abril del 1874 es produeix a Maspujols un dels fets més destacats de la guerra. Per tal de tallar l'abastament d'aigües a la ciutat de Reus, població eminentment liberal, els carlins van xafar a Maspujols la mina que conduïa les aigües a aquella ciutat. Les autoritats militars van decidir que la reparació l'havia de fer l'Ajuntament del poble, però amb operaris de Reus, tot amenaçant-los que si s'hi resistien, els imposarien una multa de cinc-cents rals. Naturalment, les autoritats maspujolenques van ignorar l'ordre i la mina no es va reparar. Llavors, el dia 27, una columna de l'exèrcit es dirigí a Maspujols, encapçalada pel coronel Fernando Sola. Van agafar molts veïns del poble, entre els quals hi havia l'alcalde, el capellà, el metge i altres, tots distingits per la seva ideologia carlina, i els obligaren a reparar la mina. A més, imposà als maspujolencs una multa, corresponent a tres mesos de contribució, obligant a pagar el doble a les famílies que tenien individus a la facció carlina. El fet era una venjança pels assassinats que la partida de Maspujols havia realitzat uns dies abans a Alforja. Finalment, van amenaçar d'expulsar les famílies carlines del poble. Malgrat tot, la mateixa nit les partides tornaren a enderrocar la mina. El fet va motivar represàlies l'endemà, dia 28, quan va tenir lloc un sagnant enfrontament entre les partides i l'exèrcit. Els carlins es trobaven parapetats als serrets que hi ha damunt de la Riera en direcció a les Borges. L'exèrcit, amb uns 900 homes, va anar prenent posicions atacant amb la baioneta, ajudats de dues peces d'artilleria. Malgrat l'aferrissada resistència carlina, els voluntaris van haver de retirar-se cap a Les Borges. Les pèrdues dels carlins foren importants i, segons fonts lliberals —evidentment exagerades— es parlava, a la premsa, de trenta voluntaris carlins morts. A partir d'aquest fet la guerra va agafar més virulència i crueltat, i així, per exemple, els carlins, gairebé amos del poble, van expulsar l'estanquer que es negava a despatxar segells de Don Carles, el Pretendent. El dia 22 de maig, una secció de cavalleria de Reus va entrar a Maspujols i hi va trobar una partida. Va matar el sentinella, Isidre Mas, fill del poble i empresonà l'alcalde per no haver avisat de l'existència al poble d'aquella partida. La resta de mesos de l'any 1874 els carlins recorregueren els pobles no fortificats de la comarca, especialment L'Aleixar, Vilaplana, Les Borges, Maspujols i Castellvell. El dia 13 de desembre l'exèrcit s'havia preparat, junt amb les rondes lliberals dels altres pobles, per a sorprendre les partides carlines a la Rocabruna, damunt de Maspujols, entre les Borges i L'Aleixar. Amb un pla preconcebut els van rodejar i es va sostenir un dur combat que dura més de quatre hores; finalment els carlins van aconseguir escapolir-se cap a Prades. Els dies següents, els carlins van ser contínuament perseguits, i es produí un enfrontament entre Maspujols i les Borges on moriren dos voluntaris. L'any 1875, l'exèrcit mena una decidida campanya contra les partides. Aquestes, malgrat tot, decidiren resistir, mes per principi i per disciplina que per convicció en la victòria que altres vegades els havia semblat propera. El dia primer d'abril es produí l'anomenada «Sorpresa de L'Aleixar» en què els lliberals encerclaren diverses partides carlines dintre la vila i les atacaren per tots costats. Els carlins hi foren esclafats; aquesta fou la darrera acció important dins la comarca. La desfeta provoca la lenta agonia de la Guerra Civil. El febrer del 1876, les darreres forces de Don Carles, no acollides a l'indult, que se'ls havia concedit, traspassaren la frontera francesa.
Barenys desfà la seva partida l'agost de 1873 per manca de diners i d'homes. És nomenat "jefe de administración e intendencia de la provincia", però Vallès, aleshores cap, no l'acceptà. Sembla que es retirà a Maspujols i es dedicà a la instrucció d'Isidre Pàmies Borràs, conegut com a "Cercós", de l'Aleixar. El juny de 1874 és nomenat director de la correspondència entre Prats de Lluçanès i el Maestrat, dos punts on hi havia els capitosts carlins, el nomenament ve signat per Don Alfons de Borbó i Àustria. També s'ha d'encarregar de fabricar municions i tenir cura de malalts i ferits. El dia 22 d'octubre és ascendit a tinent coronel d'infanteria de l'exèrcit de Don Carles. Aquest nomenament és ratificat el 20 de febrer de 1875 per Josep Casanova a Santa Coloma de Queralt. El desembre de 1874 també havia estat nomenat comandant militar del cantó de Reus i Falset perquè activés i reorganitzés aquest districte militar.
Cada dia són més evidents els estralls econòmics que la guerra provoca entre les files carlistes: hi ha un pressupost - que inclou el sou de militar - del mes de març de 1874 que no pot cobrar fins al febrer de 1875. També hi ha una carta on se li dona dret a exigir la seva paga al recaptador, ja que consta que se li deuen diverses mensualitats. Som ja a les acaballes de la Tercera Guerra Carlina.
L'octubre de 1875 s'exilià de nou a França perquè no acceptava les condicions de l'indult que va oferir el nou govern. A mitjant novembre, tots els pobles foren cridats a sometent i obligats a rastrejar el terreny per tal de dissuadir els darrers dissidents.
Entre interval i interval de guerra, va continuar la seva vida al poble, tenint cura dels seus treballadors i de les seves terres. Els seus exilis voluntaris, però, fan pensar en llargues temporades d'absències lluny de la família, la qual va viure amb la idea d'un home defensor i guerrer d'una causa que finalment es perdé. És a través de correspondència privada entre la seva filla, Concepció, i el seu futur gendre, Francisco March i Estrada, que sabem que l'exili de Josep M. Barenys fou d'uns mesos al llarg de 1873. Fou el seu avi, Pere Barenys, qui donà permís a Concepció per al festeig. Aquest s'allarga tres anys i també fou Pere Barenys qui tramità l'indult perquè el seu fill pogués tornar a Maspujols, després del nou exili el 1875. A partir d'aquell moment, Barenys va fer vida al poble.
El 13 de maig de 1876, Francisco March, des del seu poble d'origen, la Pobla de Mafumet, escriu una carta a Josep M. Barenys on demana la mà de la seva filla. Aquest mateix any se celebra el casament.
Josep M. Barenys i Cavallé es queda vidu el 31 de gener de 1889 i va traspassar a les 9 del vespre del dia 4 de setembre de 1893, quan li faltaven pocs dies per fer 74 anys, a causa d'una pleuresia, sent enterrat al cementiri de Maspujols.